# Giuseppe Graglia
Giuseppe Graglia (Moncucco Torinese, 11 de juny de 1909 - Torí, 26 de setembre de 1996) va ser un ciclista italià, que fou professional entre 1929 i 1934. Els seus principals èxits foren dues edicions a la clàssica Milà-Torí. Retirat amb tan sols 26 anys, passà a exercir de director esportiu de la Legnano de Gino Bartali i Fausto Coppi.

## Palmarès
- 1929
  - 1r a la Copa Città di Asti
  - 1r al Giro del Sestriere
- 1931
  - 1r a la Milà-Torí
  - 1r a la Copa Città di Asti
- 1932
  - 1r a la Copa Città di Asti
  - Vencedor d'una etapa del Giro del Piemonte
- 1933
  - 1r a la Milà-Torí
  - 1r al Trofeu Colimet
  - Vencedor d'una etapa del Giro del Piemonte